# Esther Baron
Pour les articles homonymes, voir Baron.
Esther Baron, née le 6 février 1987 à Cholet, est une nageuse française.

## Biographie
Pratiquant la natation pour faire comme sa sœur aînée, elle est longtemps barrée sur la discipline du dos par Roxana Maracineanu. À la retraite de celle-ci et après avoir échoué à atteindre les minima pour les Jeux olympiques d'Athènes, elle décide de se remettre en question et rejoint le groupe de Philippe Lucas au club de natation du Cercle des nageurs de Melun Val de Seine, où elle fait la connaissance de la championne olympique Laure Manaudou avec qui elle entretiendra une grande amitié.
La dureté de l'entraînement, mais également les marques de confiance de son entraîneur, lui permettent d'oublier ses complexes et d'aborder les compétitions en pleine confiance. C'est ainsi qu'elle offre à l'équipe de France sa première médaille d'or lors des Championnats d'Europe 2006 à Budapest.
Après cette compétition, elle décide de suivre son entraîneur qui annonce le 12 août 2006 rejoindre le club de Canet-en-Roussillon.
En août 2008, elle s'engage au CN Marseille où elle retrouve son amie Laure Manaudou.
Elle a détenu le record d'Europe du 200 m dos en petit bassin en 2 min 4 s 08.
Elle met un terme à sa carrière en septembre 2009. Après plusieurs difficultés professionnelles, elle devient éducatrice sportive, puis auto-entrepreneuse.
Le 20 juin 2012, elle est la suppléante de Christophe Castaner, élu député de la deuxième circonscription des Alpes-de-Haute-Provence.
Le 18 juin 2017, à la suite de la nomination de Christophe Castaner au gouvernement Édouard Philippe I, elle devient brièvement députée,, comme prévu dans ce cas.

### Championnats d'Europe 2008
La nageuse, qui n'avait pas participé au regroupement obligatoire des nageurs de l'équipe de France à Dunkerque du 13 mars au 15 mars, s'est vue refuser son engagement pour défendre son titre aux championnats d'Europe d'Eindhoven (Pays-Bas).
Son refus de rejoindre Dunkerque était dû à l'obstruction faite par la Fédération française de natation à l'encontre de son entraîneur Philippe Lucas, privé des rassemblements nationaux pour ne pas avoir signé la charte de la préparation olympique en octobre 2007.

## Club
- EP Manosque
- 2004-2006 : Melun
- 2006-2008 : Canet 66 natation
- depuis 2008 : CN Marseille

## Palmarès

### Championnats d'Europe juniors
- Championnats d'Europe juniors de nage en eau libre de 2003 à Glasgow ( Royaume-Uni)
  -  médaille d'or sur 100 m dos (1 min 02 s 43)
  -  médaille d'argent sur 200 m dos (2 min 12 s 60)

### Championnats d'Europe
- Championnats d'Europe de natation 2006 à Budapest ( Hongrie)
  -  médaille d'or sur 200 m dos (2 min 10 s 07)
- Championnats d'Europe de natation 2006 en petit bassin à Helsinki ( Finlande)
  -  médaille d'or sur 200 m dos (2 min 04 s 08)
- Championnats d'Europe de natation 2007 en petit bassin à Debrecen ( Hongrie)
  -  médaille d'argent sur 200 m dos (2 min 05 s 57)

### Championnats de France
- Championnats de France de natation 2005 à Nancy
  -  médaille de bronze sur 100 m dos en 1 min 03 s 99
  -  médaille d'argent sur 200 m dos en 2 min 13 s 98
  -  médaille de bronze sur le relais 4 × 200 m nage libre avec Melun
- Championnats de France de natation 2006 à Tours
  -  médaille d'argent sur 50 m dos en 29 s 50
  -  médaille d'argent sur 100 m dos en 1 min 02 s 40
  -  médaille d'or sur 200 m dos en 2 min 10 s 05 (RF)
  -  médaille d'argent sur le relais 4 × 100 m nage libre avec Melun
  -  médaille d'or sur le relais 4 × 200 m nage libre avec Melun
  -  médaille de bronze sur le relais 4 × 100 m 4 nages avec Melun
- Championnats de France de natation 2007 à Saint-Raphaël
  -  médaille de bronze sur 50 m dos en 29 s 43
  -  médaille d'argent sur 100 m dos en 1 min 01 s 71
  -  médaille d'or sur 200 m dos en 2 min 10 s 69
  -  médaille d'or sur le relais 4 × 100 m nage libre avec Canet 66 natation
  -  médaille de bronze sur le relais 4 × 200 m nage libre avec Canet 66 natation
  -  médaille d'or sur le relais 4 × 100 m 4 nages avec Canet 66 natation
- Championnats de France de natation 2008 à Dunkerque
  -  médaille d'or sur le relais 4 × 100 m 4 nages avec Canet 66 natation

## Records

### 200 m dos
- 200 m dos Record d'Europe (25 m) 2 min 04 s 08 13/12/2006 Helsinki ( Finlande)
- 200 m dos Record de France (25 m) 2 min 04 s 08 13/12/2006 Helsinki ( Finlande)